# Мулльше
Мулльше (швед. Mullsjö) — містечко (tätort, міське поселення) на Півдні Швеції в лені Єнчепінг. Адміністративний центр комуни Мулльше.

## Географія
Містечко знаходиться у північній частині лена Єнчепінг за 300 км на південний захід від Стокгольма.

## Історія
Перші згадки про Мулльше припадають на 1481 рік.
Під час муніципальної реформи 1952 року була сформована ландскомуна Мулльше.

## Населення
Населення становить 5 743 мешканців (2018). 

## Спорт
У поселенні базується флорбольний клуб Мулльше АІС.

## Галерея

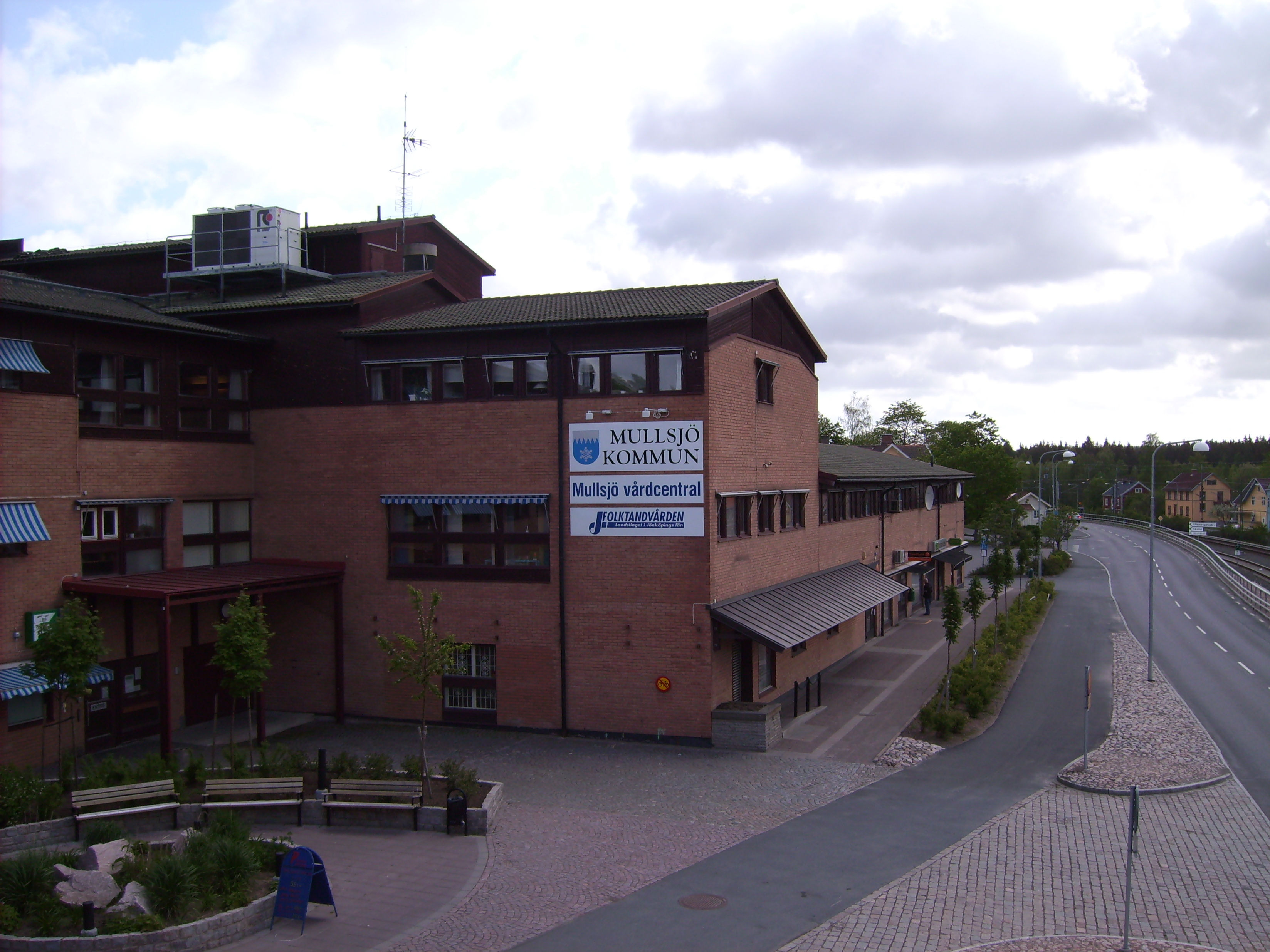
Управа комуни
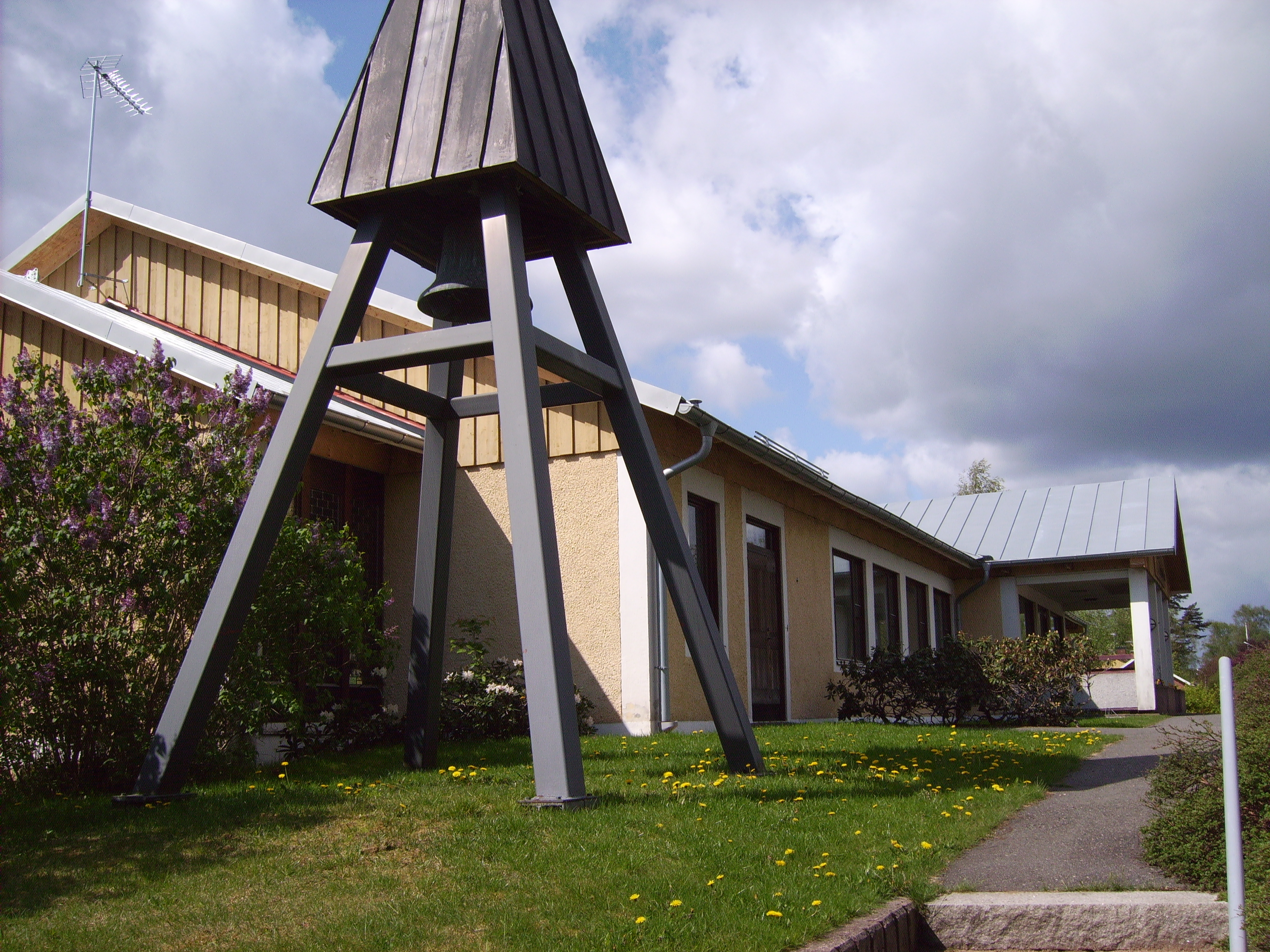
Церква
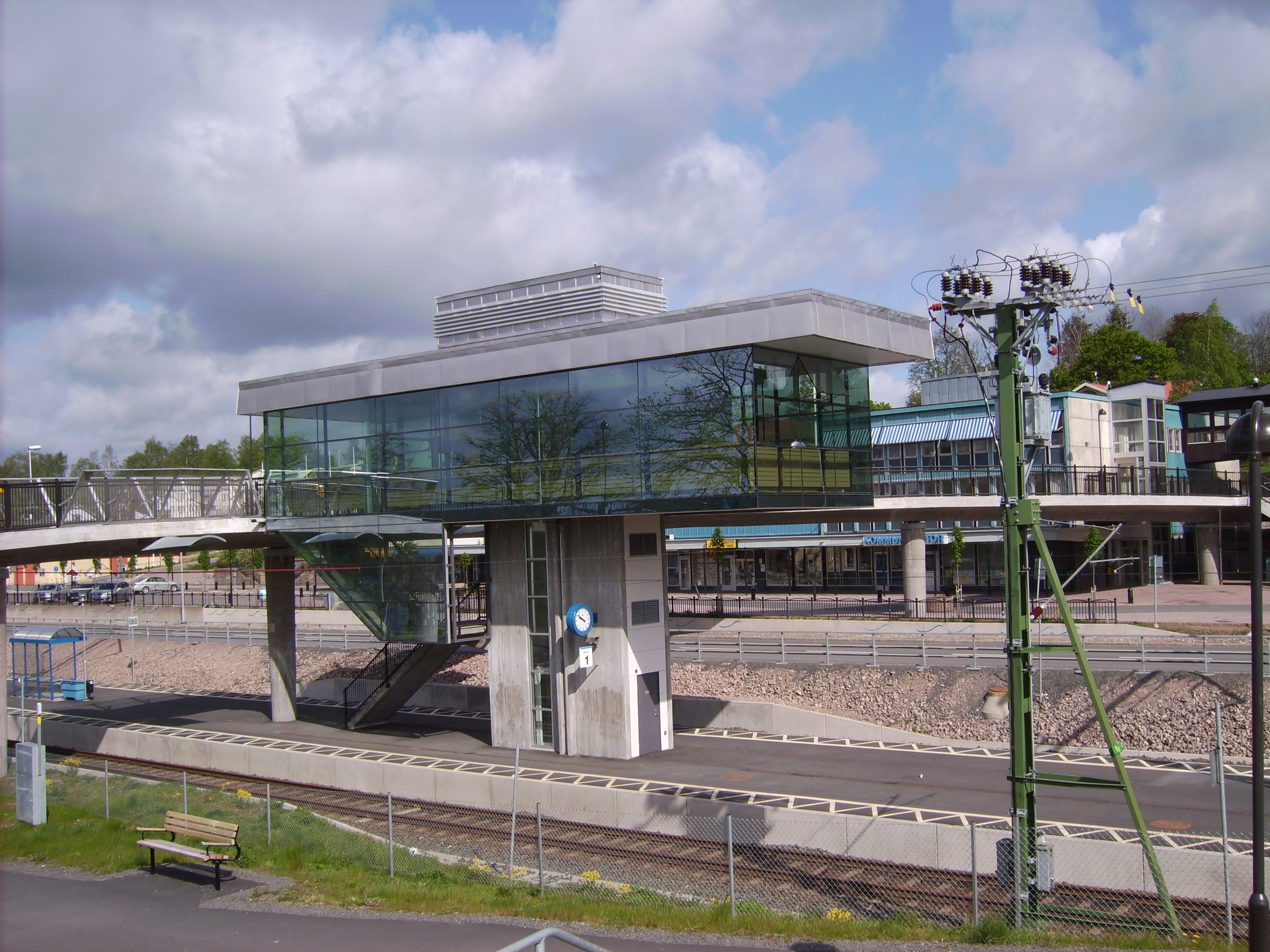
Залізнична станція
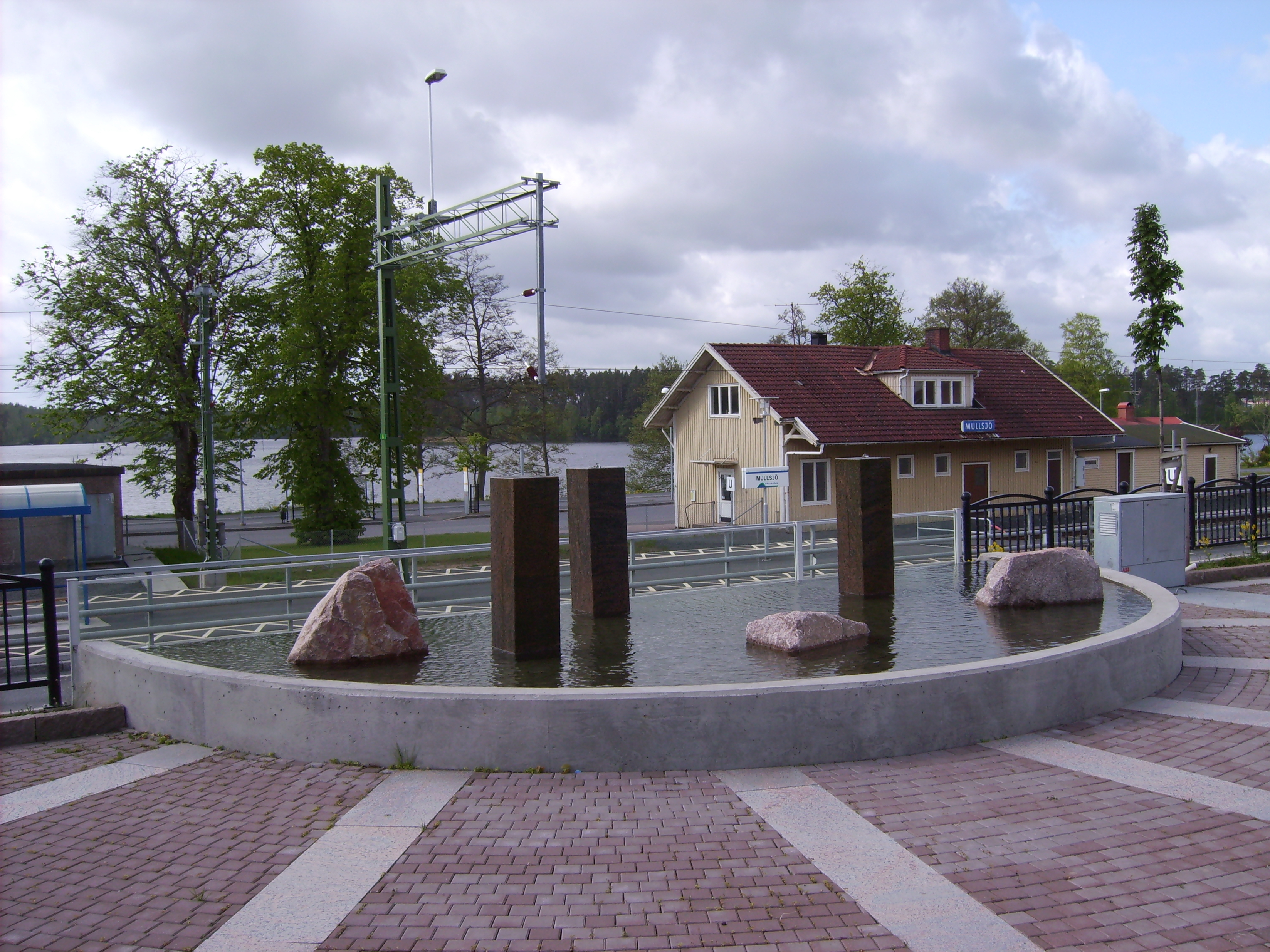
На станції

## Покликання
- Сайт комуни Мулльше [Архівовано 11 березня 2009 у Wayback Machine.]